# Launay-Villiers
Launay-Villiers – miejscowość i gmina we Francji, w regionie Kraj Loary, w departamencie Mayenne.
Według danych na rok 1990 gminę zamieszkiwały 343 osoby, a gęstość zaludnienia wynosiła 38 osób/km² (wśród 1504 gmin Kraju Loary Launay-Villiers plasuje się na 955. miejscu pod względem liczby ludności, natomiast pod względem powierzchni na miejscu 1046.).